# František Rostislav Mráček
František Rostislav Mráček (rozený František Mráček, 27. března 1828 Nenakonice – 15. února 1896 Oděsa) byl česko-americký novinář, redaktor prvních krajanských periodik a spolkový činovník. Byl pozdějším šéfredaktorem jednoho z prvních a nejdéle vydávaných česky psaných krajanských novin Slávie založených roku 1861 v Racine, Wisconsin. Křestní jméno Radoslav převzal během svého života v Ruském impériu po své konverzi k pravoslavné církvi.

## Život

### Mládí
Narodil se v Nenakonicích na Hané, v oblasti centrální Moravy. Po absolvování základního a středního vzdělání začal studovat pražskou polytechtiku.

### Revoluční dění v letech 1848 a 1849
Jako student se v roce 1848 zúčastnil revolučního dění v Praze, které vyvrcholilo tzv. Pražským červnovým povstáním. Na základě své protistátní činnosti byl zatčen, vězněn na pražských Hradčanech a v následném procesu odsouzen k 10 letům vězení. Trest si spolu s některými dalšími vzbouřenci odpykával v rakouské hradní pevnosti Kufstein poblíž rakousko-bavorských hranic, nedaleko Mnichova. Propuštěn byl, jako jeden z posledních (po předchozích amnestiích), po amnestii roku 1857. Krátce nato se rozhodl vycestovat do Spojených států za lepšími pracovními příležitostmi a aby unikl následnému sledování a perzekvování rakouskou policií.

### V USA
Nejprve se usídlil v New Yorku, kde provozoval malý obchod s tabákovými výrobky. Na podzim 1860 se pak rozhodl přestěhovat do St. Louis ve státě Missouri, kde již od roku 1854 působil český krajanský spolek Česko Slovanská Podpůrná Společnost (ČSPS, anglicky Czech-Slovak Protective Society), do jejíchž aktivit se zde hodlal zapojit. Pod hlavičnou společnosti byly rovněž vydávány česky psané Národní noviny, na jejichž tvorbě se podíleli zejména Jan Bolemil Erben, Hynek Sládek a Jan Borecký, a kteroužto redakci měl Mráček převzít. Cestou do Missouri se přitom zastavil v českých komunitách v Clevelandu, Detroitu, Caledonii, Milwaukee a Chicagu, aby rozšířil povědomí o vydávání česko-amerického tisku. Do St. Louis dorazil na přelomu let 1860 a 1861 a ujal se vedení novin.
Další vydávání Národních novin pak přerušily události začínající americké občanské války, poslední číslo vyšlo 24. června 1861. Mráček se pak, ozbrojen, vydal do Jefferson City, hlavního města Missouri, k soustředěným jednotkám Unie. Zde však zanedlouho ochořel byl nucen se vydat zpět do St. Louis. Zde čelil naléhání akcionářů, aby byl list opětovně vydáván, to však nebylo kvůli válečným událostem a nestabilní politické situaci v Missouri proveditelné.
Následně pak bylo dojednáno sloučení listu s periodikem Slowan Amerikánský, vydávaný Františkem Kořízkem v Racine ve Wisconsinu, což dalo vzniknout českým novinám Slávie. Ty začaly vycházet v říjnu 1861 a tiskly se stejně jako Slowan Amerikánský v Racine. Slávie byla zasílána do New Yorku, Indiany, Pensylvánie, Ohia, Michiganu, Missouri, Illinois, Iowy, Minnesoty a Kalifornie. Prvním šéfredaktorem byl Jan Bolemil Erben, na redakci se kromě Mráčka a Kořízka podíleli též např. Jan Bárta Letovský. Mráček zde pak krátce zastával také funkci šéfredaktora. Po něm převzal redakci Vojtěch Mašek, který se velmi aktivně věnoval národnímu životu v Racine a to hlavně ve spolku Slovanská lípa. V tomto období byla Slávie v popředí snah o organizační stmelení všech českých Slovanských lip v jedno centrum zvané Národní Jednota.

### V Rusku
V polovině 60. let se začal Bárta Letovský společně s Janem Bártou Letovským a Vojtěchem Maškem, jakožto rusofilové a zastánci myšlenky sjednocení všeho slovanstva pod autoritu Ruska, zabývat nabídkou ruského hraběte Malinovského na osídlení jisté části povodí Amuru na Sibiři českými kolonisty. Bárta Letovský se s Maškem a Bártou Letovským do Ruska vypravili, dotyčná místa navštívili a v Petrohradu jednali o možnostech organizace kolonizace. Celý projekt byl však zmařen vypuknutím revoluce polského lidu za větší nezávislost na Rusku, tzv. Lednové povstání, v letech 1863 až 1865, podporované též českými dobrovolníky, která od tohoto plánu ruské autority odradila.
Zatímco Bárta Letovský a Mašek se po jedenadvaceti měsících vrátili z Rusi do USA, Mráček se zde rozhodl zůstat. Oženil se zde, konvertoval k pravoslavné církvi a přijal prostřední jméno Rostislav. Usadil se v Oděse, kde působil jako stavitel a městský úředník.

### Úmrtí
František Rostislav Mráček zemřel v neděli 15. února 1896 v Oděse ve věku 76 let a byl zde patrně také pohřben.